# Botsuana en los Juegos Olímpicos de Pekín 2008
Botsuana estuvo representada en los Juegos Olímpicos de Pekín 2008 por un total de 11 deportistas, 9 hombres y 2 mujeres, que compitieron en 3 deportes.
La portadora de la bandera en la ceremonia de apertura fue la nadadora Samantha Paxinos. El equipo olímpico botsuano no obtuvo ninguna medalla en estos Juegos.